# Thysanomitrion platyneuron
Thysanomitrion platyneuron là một loài Rêu trong họ Dicranaceae. Loài này được (Hampe) Müll. Hal. miêu tả khoa học đầu tiên năm 1900.